# Europees kampioenschap voetbal 2008 (Groep C) Frankrijk - Italië
Dit artikel gaat over de wedstrijd in de groepsfase in groep C tussen Italië en Frankrijk gespeeld op 17 juni 2008 tijdens het Europees kampioenschap voetbal 2008.

## Voorafgaand aan de wedstrijd

### Mogelijk een penaltyreeks

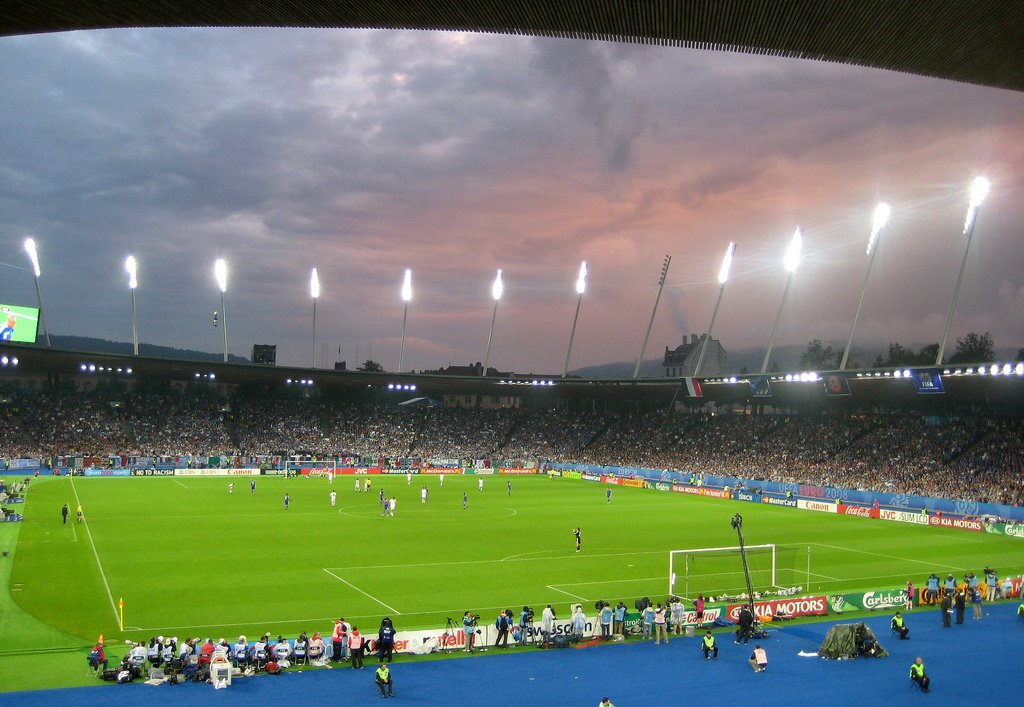
Letzigrund-Stadion, Frankrijk - Italië

Bij de wedstrijd tussen Frankrijk en Italië zal er mogelijk een penaltyreeks komen, afsluitend aan de wedstrijd. De penaltyreeks zal gehouden worden als Frankrijk en Italië gelijk spelen en Nederland weet te winnen van Roemenië met minimaal 3 - 0. Mocht Nederland winnen met drie doelpunten verschil, maar weet Roemenië wel te scoren (bijvoorbeeld een 4 - 1 winst voor Nederland), dan gaat Roemenië door vanwege het gescoorde doelpunt. Tenzij Frankrijk en Italië met 1 - 1 gelijks spelen. Een penaltyreeks in de groepsfase zou een primeur zijn op het Europees kampioenschap voetbal mannen.
Als Nederland met 3 - 0 wint van Roemenië, terwijl Italië en Frankrijk met 0 - 0 gelijk spelen, dan zal er gekeken worden naar de coëfficiënten van de landen Roemenië en de winnaar van de penaltyreeks tussen Italië en Frankrijk. Hiervoor worden de prestaties uit de kwalificatiereeks voor het Wereldkampioenschap voetbal 2006 en Europees kampioenschap voetbal 2008 gebruikt.
Mocht ook dit nog geen winnaar opleveren, dan zal er gekeken worden naar het Fair-Play-klassement van de eindronde van het Europees kampioenschap voetbal 2008. Mocht ook hier nog geen beslissing uit vallen, dan zal er geloot worden. Als Nederland met meer dan drie doelpunten verschil wint, of Frankrijk en Italië spelen gelijk met bijvoorbeeld 1 - 1, dan vervalt deze bepaling.

### Laatste onderlinge duels
De laatste keer dat Italië en Frankrijk elkaar op een groot toernooi tegenkwamen, was tijdens de finale van het Wereldkampioenschap voetbal 2006. De wedstrijd eindigde ook na verlenging in 1 - 1. Italië won toen, na strafschoppen, met 5 - 3. Ook tijdens de kwalificatie voor het Europees Kampioenschap voetbal 2008 kwamen beide landen elkaar tegen. In Frankrijk won Frankrijk nog met 3 - 1. Het duel in Italië eindigde in een doelpuntloos gelijk spel.

## Wedstrijdgegevens

De basisopstellingen van beide landen.

| Datum                | 17 juni 2008              | 17 juni 2008              |
| Stadion              | Letzigrund, Zürich        | Letzigrund, Zürich        |
| Toeschouwers         | 30.000                    | 30.000                    |
| Scheidsrechter       | Ľuboš Micheľ              | Ľuboš Micheľ              |
| Assistenten          | Roman Slyško Martin Balko | Roman Slyško Martin Balko |
| Vierde man           | Viktor Kassai             | Viktor Kassai             |
| Man van de wedstrijd | Daniele De Rossi          | Daniele De Rossi          |
|                      | Frankrijk                 | Italië                    |
| Doelpunten           | 0                         | 2                         |
| Gele kaarten         | 4                         | 3                         |
| Rode kaarten         | 1                         | 0                         |
| Wissels              | 3                         | 3                         |
| Schoten op doel      | 6                         | 6                         |
| Schoten naast doel   | 5                         | 8                         |
| Overtredingen        | 23                        | 23                        |
| Hoekschoppen         | 3                         | 3                         |
| Buitenspel           | 2                         | 1                         |
| Vrije trappen        | 24                        | 24                        |
| Strafschoppen        | 0                         | 1                         |
| Balbezit (tijd)      |                           |                           |
| Balbezit (%)         | 51                        | 49                        |

| Frankrijk | 0 – 2           | Italië |
| | goals (assists) | 25' (pen.) Andrea Pirlo 62' Daniele De Rossi |
| Raymond Domenech | bondscoach      | Roberto Donadoni |
| Grégory Coupet Éric Abidal William Gallas Claude Makélélé Karim Benzema Sidney Govou 66' Thierry Henry Patrice Evra François Clerc Jérémy Toulalan Franck Ribéry 10' | opstellingen    | Gianluigi Buffon Christian Panucci Fabio Grosso Giorgio Chiellini 82' Gennaro Gattuso Luca Toni Daniele De Rossi Antonio Cassano Gianluca Zambrotta 64' Simone Perrotta 55' Andrea Pirlo |
| Samir Nasri 10' 26' Jean-Alain Boumsong 26' Nicolas Anelka 66' | wissels         | 55' Massimo Ambrosini 64' Mauro Camoranesi 82' Alberto Aquilani |
| Patrice Evra 18' Sidney Govou 47' Jean-Alain Boumsong 72' Thierry Henry 85'                                                                                          | gele kaarten    | 44' Andrea Pirlo 45+4' Giorgio Chiellini 54' Gennaro Gattuso |
| Éric Abidal 24' | rode kaarten    | |

## Overzicht van wedstrijden
| Groepswedstrijden | | | |
| Groep A | Groep B | Groep C | Groep D |
| Zwitserland - Tsjechië Portugal - Turkije Tsjechië - Portugal Zwitserland - Turkije Zwitserland - Portugal Turkije - Tsjechië | Oostenrijk - Kroatië Duitsland - Polen Kroatië - Duitsland Oostenrijk - Polen Oostenrijk - Duitsland Polen - Kroatië | Roemenië - Frankrijk Nederland - Italië Italië - Roemenië Nederland - Frankrijk Nederland - Roemenië Frankrijk - Italië | Spanje - Rusland Griekenland - Zweden Zweden - Spanje Griekenland - Rusland Griekenland - Spanje Rusland - Zweden |
| Kwartfinales | | | |
| Portugal - Duitsland | Kroatië - Turkije | Nederland - Rusland | Spanje - Italië                                                                                                   |
| Halve finales | | | |
| Duitsland - Turkije | Duitsland - Turkije                                                                                                  | Rusland - Spanje | Rusland - Spanje                                                                                                  |
| Finale | | | |
| Duitsland - Spanje | | | |